# Carl Herman Benckert Jr
Carl Herman Benckert J:r, född 1838 i Tyska S:ta Gertruds församling i Stockholm, död 1911 i Stockholm, var en svensk möbel- och inredningssnickare. Han var verksam i Stockholm från 1858 till 1909. Benckert var en möbelhantverkare av den "gamla skolan". Han var motståndare mot den allt mer omfattande mekaniseringen av möbelhantverket som började i och med skråväsendets upphörande 1846.
De mest omfattande lämningarna efter Benckerts verksamhet finns idag på Hallwylska museet. Vid uppförandet av det Hallwylska huset anlitades Benckert för utförandet av inredningssnickerierna.

## Bakgrund och utbildning
Benckert kom från en släkt av hantverkare och tjänstemän och han var bror med ämbetsmannen Robert Benckert och deras far var riksgäldskamreren Herman Theodor Benckert. Brorsonen Elis Benckert gick i lära hos Carl Herman Benckert Jr innan han studerade till arkitekt.
Fjorton år gammal sattes Carl Herman Benckert J:r i lära hos sin farbror, möbelsnickare och mästare i Stockholms snickarämbete 1845-1874, Carl Ludvig Eberhard Benckert. Den 30 april 1858 fick Carl Herman Benckert J:r sitt gesällbrev utfärdat av Stockholms Stads Hantverksförening. Troligen gav sig Benckert av på gesällvandring utomlands redan samma år. I början av 1860-talet kom han till Paris där han lärde sig att arbeta med intarsia.
Carl Herman Benckert J:r gifte sig 1887 med Sigrid Augusta Benckert, f. Jansson (1858-1919). Också hustrun arbetade i makens verkstad, särskilt med intarsiainläggningar. Paret fick tre söner och en dotter.

## Arbetsliv och verkstad
Efter sin gesällvandring arbetade Benckert i farbroderns verkstad och tillsammans deltog de i Stockholmsutställningen 1866, där Benckert fick en bronsmedalj för sin utställda arbeten.
1887 köpte Benckert fastigheten Kv. Hammaren 7 för sin verkstad och bostad.

## Benckerts arbeten i Hallwylska palatset

### Fasta inredningar
Mellan åren 1895 och 1899 tillverkade Benckerts verkstad träinredningar för 86.794 kronor för Hallwylska palatset. Några av Benckerts arbeten som kan ses i det Hallwylska huset är intarsian i lilla salongen, inredningen i porslinsrummet, mottagningsrummets (nu museets butik) antika schweiziska ekpaneler som renoverades av Benckert, kapprummets paneler i valnöt med intarsia utförd av Sigrid Benckert, vapenrummets furupaneler, sängkammarens boaseringar och stora entrédörren.

### Möbler och andra föremål

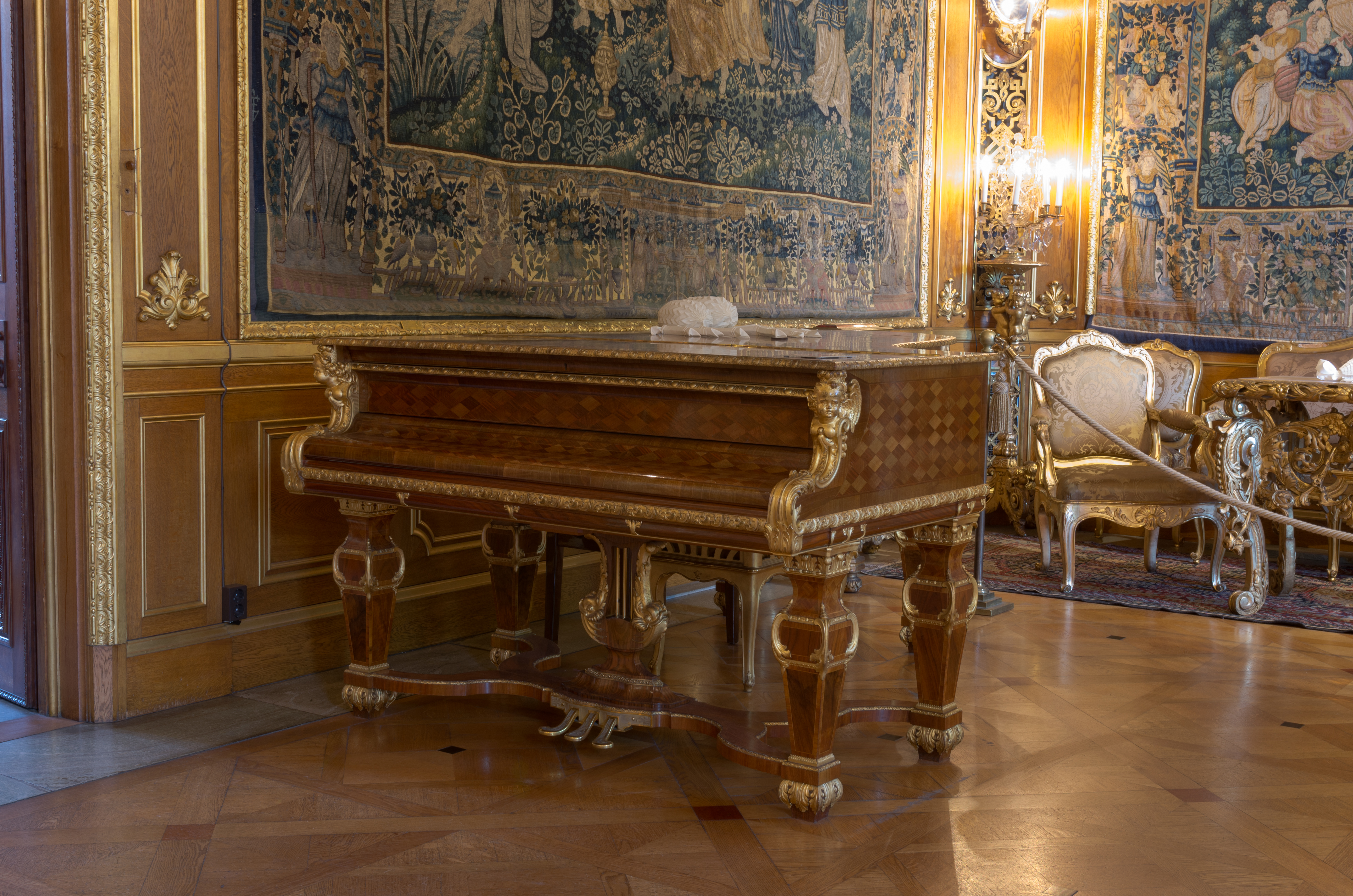
Flygeln i stora salongen på Hallwylska museet

Benckert fick i uppdrag både att renovera antika möbler och att göra nytillverkningar för det Hallwylska palatset. De beställningar som Benckert fick på nytillverkningar var kopior av äldre möbler, så kallade stilmöbler. Wilhelmina von Hallwyl inredde hemmet med antika möbler och konstföremål i arkitektritade rum i historicerade stilar.
Matsalsbordet av valnöt i matsalen är en kopia av ett bord tillverkat i Danzig år 1700. Bordet belönades med en guldmedalj på Stockholmsutställningen 1897.
Flygeln i stora salongen, tillverkad 1896 hos Steinway & Sons i New York, fick ett nytt utseende strax efter inköpstillfället. För att bättre harmoniera med salongens inredning ritade husets arkitekt Isac Gustaf Clason ett nytt fodral till flygeln och Benckert tillverkade detta.
Benckert tillverkade också alla sängar, rakbord och tvättställ till husets sovrum, gästrum och till tjänstefolkets rum. Även mycket andra småföremål, som handdukshållare och tavelramar, tillverkades av Benckerts verkstad.